# Armin Mueller-Stahl
 Armin Mueller-Stahl (Tilsit, Prússia Oriental, 17 de desembre de 1930) és un actor de cinema alemany.

## Biografia
Mueller-Stahl va iniciar la seva carrera fent cinema a l'Alemanya Occidental. Va aparèixer a pel·lícules de Rainer Werner Fassbinder com Lola (1981) o L'ansietat de Veronika Voss (1982), d'Andrzej Wajda amb Eine Liebe in Deutschland (1984), i d'István Szabó amb Redl ezredes (1985).
Mueller-Stahl es passà als Estats Units amb pel·lícules com La capsa de música (1989) en el paper de pare de Jessica Lange. Posteriorment, va obtenir papers d'actor dur a la pel·lícula Kafka de Steven Soderbergh i La nit a la Terra de Jim Jarmusch (ambdues de 1991). També se'l recorda pel seu paper de general Soviètic a la minisèrie de televisió Amerika (1987). El paper protagonista de Mueller-Stahl a Avalon (1990) també és memorable.
Mueller-Stahl va guanyar l'Os de Plata al millor actor de la Berlinale de 1992 per a la seva interpretació a Utz. El 1996 també va ser nominat a l'Oscar al millor actor secundari per la seva actuació a Shine.
El 2000, Mueller-Stahl va obtenir força reconeixement per la seva interpretació de Thomas Mann en una producció històrica d'Alemanya sobre la família Mann (Thomas Mann, el seu germà Heinrich Mann, i altres) a la pel·lícula Manns - Ein Jahrhundertroman, Die.
El 2008, va guanyar el Premi Genie a la millor actuació per la pel·lícula Promeses de l'est (2007) de David Cronenberg.

## Filmografia
- 1963: Nackt unter Wölfen
- 1964: Preludio 11
- 1981: Lola
- 1982: Die Sehnsucht der Veronika Voss
- 1983: L'Homme Blessé
- 1984: Oblideu Mozart (Vergesst Mozart)
- 1984: Eine Liebe in Deutschland
- 1985: Redl ezredes
- 1985: Bittere Ernte
- 1988: Midnight Cop
- 1989: La capsa de música (Music Box)
- 1990: Avalon
- 1991: Kafka
- 1991: La nit a la Terra
- 1991: Utz
- 1992: The Power of One
- 1993: La casa dels esperits (The House of the Spirits)
- 1994: Holy Matrimony
- 1996: Dino Rex (Theodore Rex)
- 1996: Shine
- 1996: Gespräch mit dem Biest (Conversation with the Beast)
- 1997: The Game
- 1997: The Peacemaker
- 1998: In the Presence of Mine Enemies
- 1998: El comissari europeu (The Commissioner)
- 1998: The X-Files
- 1999: Nivell 13 (The Thirteenth Floor)
- 1999: Il·lusions d'un mentider
- 1999: El tercer miracle (The Third Miracle)
- 1999: Jesus
- 2000: Manns - Ein Jahrhundertroman, Die
- 2000: The Long Run
- 2000: Mission to Mars
- 2004: The Dust Factory
- 2007: Eastern Promises
- 2008: The International
- 2009: Àngels i dimonis
- 2009: Leningrad
- 2015: Knight of Cups

## Nominacions i Premis

### Festival Internacional de Cinema de Berlín
| Any  | Categoria                   | Pel·lícula | Resultat  |
| ---- | --------------------------- | ---------- | --------- |
| 1992 | Os de Plata al millor actor | Utz        | Guanyador |
| 2011 | Os d'Or honorífic           |            | Guanyador |

### Premi Oscar
| Any  | Categoria                       | Pel·lícula | Resultat |
| ---- | ------------------------------- | ---------- | -------- |
| 1997 | Oscar al millor actor secundari | Shine      | Candidat |